# Institut national des sciences appliquées de Lyon
O Institut national des sciences appliquées de Lyon (INSA de Lyon) é uma grande école d'ingénieurs e de pesquisa francesa criada por Jean Capelle, então reitor da universidade de Dakar, graças à aplicação da lei de sua criação do 18 de março de 1957, e inaugurada no dia 12 de novembro de 1957. Jean Capelle foi o pai do modelo "INSA", que possui vários objetivos como: formar engenheiros, participar dos estudos, pesquisas e testes, movimentar as regiões, e facilitar a ascensão social.
A universidade se situa no campus LyonTech, que fica no bairro la Doua em Villeurbanne, área metropolitana da grande Lyon na França.
O INSA de Lyon é o líder da rede INSA (Lyon, Rennes, Ruão, Estrasburgo, Toulouse) que forma a cada ano cerca de 12% dos engenheiros franceses.
Além da formação de engenheiro de 5 anos, as formações propostas compreendem 10 masters recherche, 8 Mastères Spécialisés, 8 écoles doctorales e numerosas formações de curta duração (formação contínua).
Segundo o site letudiant.fr, o INSA de Lyon é a melhor Écoles d'ingénieurs na França francesa em 2013. No entanto, segundo L'usine Nouvelle, o INSA de Lyon está em 3º, logo após a École Polytechnique em Paris e o Grenoble INP em Grenoble.

## Formação

### Engenheiro
O INSA de Lyon propõe um certo número de formações para engenheiros habilitadas pelo Ministério do Ensino Superior e da Pesquisa (França) francês e aprovadas pela Commission des titres d'ingénieur:

#### Admissão
O procedimento de admissão é comum a todos INSAs. O critério necessário de aceitação é possuir um dos baccalauréats:
- Científico;
- De ciências e tecnologias industriais (e do desenvolvimento sustentável);
- De ciências e tecnologias do laboratório.

ou diplomas equivalentes de outros países. Procedimentos de entrada do segundo ao quarto ano também existem.

#### Primeiro ciclo
Desde 1969, o primeiro ciclo é constituído de dois anos de formação fundamental. Os élèves-ingénieurs recebem uma formação científica de base, incluindo aulas de laboratórios em grupo e ciências humanas (línguas, comunicação, administração, etc). Esses dois anos permitem aos alunos se orientarem a um dos 12 departamentos do segundo ciclo. O primeiro ano é probatório. Durante o primeiro ciclo é possível seguir modalidades internacionais (filières internationales), cujo programa apresenta, além da modalidade clássica:
- Cursos em pequenos grupos;
- Duas línguas obrigatórias (além da língua materna);
- Apoio científico;
- Sensibilização às culturas e instituições internacionais;
- Cursos de Francês para estudantes estrangeiros;
- Estágio obrigatório de um a dois meses: na França para estrangeiros e em um país não francófono para os estudantes franceses.

#### Segundo ciclo
O segundo ciclo dura três anos. Os alunos prosseguem em um dos 12 departamentos:
- Bioquímica e Biotecnologias (BB);
- Bioinformática e Modelização (BIM);
- Engenharia civil e urbanismo (GCU);
- Engenharia elétrica (GE);
- Engenharia de energia e ambiente (GEN);
- Engenharia mecânica de concepção (GMC);
- Engenharia mecânica de desenvolvimento (GMD);
- Engenharia mecânica de processos de plasturgia (GMPP);
- Engenharia Industrial (GI);
- Ciências da computação (IF);
- Ciências e Engenharia dos Materiais (SGM);
- Telecomunicações, Serviços e Usos (TC);

Três formações são propostas via aprendizado: Engenharia Mecânica de Processos de Plasturgia (GMPP), Engenharia Mecânica de Concepção e Inovação de Produtos (GMCIP), Engenharia Elétrica (GEAL) e, futuramente, um curso de telecomunicações.

#### Acordos de intercâmbio
O INSA de Lyon possui acordos de intercâmbio com 250 universidades.

#### Acordos de duplo diploma
As universidades a seguir possuem acordos com o INSA de Lyon, ou seja, os estudantes estão assegurados que o duplo diploma é possível:
- Ciências da computação: Universidade de Karlsruhe (Alemanha), Instituto Politécnico de Turim (Itália);
- Engenharia civil e urbanismo: UPC de Barcelona (Espanha), Trinity College, Dublin (Irlanda);
- Engenharia de energia e ambiente: PUC-Rio;
- Engenharia elétrica: UPC de Barcelona (Espanha), Instituto Politécnico de Turim (Itália), Universidade de Tohoku (Japão), KTH (Suécia), Univesidade Estadual de Campinas e Universidade Federal do Ceará (Brasil);
- Engenharia Industrial: PUC-Rio, UPC de Barcelona (Espanha);
- Engenharias mecânicas: PUC-Rio;
- Engenharia mecânica de concepção: Universidade de Karlsruhe (Alemanha), UPC de Barcelona (Espanha), Trinity College, Dublin (Irlanda);Universidade Federal do Paraná(UFPR);
- Engenharia mecânica de desenvolvimento: Universidade de Karlsruhe (Alemanha);Universidade Federal do Paraná(UFPR);

### Master Recherche[nota 7]
O INSA de Lyon propõe 10 master recherche. Eles são orientados à formação para e pela pesquisa, tendo o apoio de 20 laboratórios de pesquisa.

### Doutorado
O doutorado na frança é um diploma obtido após três anos de estudos e pesquisa, realizado em meio a uma equipe de pesquisadores, e sob a direção de um professor e/ou pesquisador habilitado a conduzir pesquisas. No INSA de Lyon, o doutorando se inscreve em uma das oito écoles doctorales.

### Mastères spécialisés[nota 8]
No INSA de Lyon, há nove Mastères spécialisés reconhecidos pela Conférence des grandes écoles:
- Mestrado Especializado em informática: Sistemas de informação/telecomunicações, redes;
- Mestrado Especializado de Engenharia e Administração da segurança dos sistemas de informação (MSIMSSI);
- Mestrado Especializado de Administração do Meio Ambiente e da Eco-Eficiência Energética (ME4);
- Mestrado de Direção Técnica das Artes Cênicas;
- Mestrado Especializado de Concepção, Realização e Administração dos Sistemas de Informação;
- Mestrado Especializado de Engenharia Industrial;
- Mestrado Especializado PLM: Product Lifecycle Management;
- Mestrado Especializado franco-chinês: International Energy Management e International Environmental Management;
- Mestrado Especializado de Túneis e Obras Subterrâneas.

## Pesquisa
O INSA de Lyon concentra 6 pólos de competência:
- Química, Biologia e Saúde;
- Energia, Ambiente, Urbanização Durável (EEUD);
- Ciência e Tecnologia da Informação (STI);
- Mecânica;
- Materiais;
- Micro-Nanotecnologias-Eletrônica (MNTE).

### Um grande centro francês de pesquisa
Com 20 laboratórios, dos quais 16 contratualizados com os Établissements publics à caractère scientifique et technologique (16 CNRS, 1 INSERM, 1 INRA), o INSA de Lyon constitui um grande centro de pesquisa planejado em resposta às questões sócio-econômicas. No total, cerca de 650 professores e/ou pesquisadores, 250 mestrandos, 640 doutorandos estão ligados aos laboratórios e cerca de 130 teses de doutorado são defendidas por ano.

### Serviços às empresas
INSAVALOR, filial do INSA de Lyon, tem como objetivo principal a transferência e a valorização das atividades de pesquisa, através dos 27 laboratórios de pesquisa. Sendo a passarela entre o mundo da pesquisa e da economia, o INSAVALOR trabalha no acompanhamento das empresas que desejam desenvolver trabalhos de pesquisa em parceria, contribuindo com a:
- Identificação de equipes de pesquisa, equipamentos e modos de colaboração correspondendo a suas necessidades;
- Implementação da parceria com os laboratórios, propondo uma estrutura jurídica clara e fornecendo seu apoio operacional para o bom desenvolvimento do projeto;
- Perenização das relações entre os laboratórios e as empresas, através da proposição de acordos estruturais e da recepção de empresas inovantes no Centro de Empresas e de Inovação.

### Formação contínua
O INSACAST é a filial do INSA de Lyon especializada na formação contínua. O INSACAST recebe 2500 estagiários e realiza 350 ações de formação por ano. A atuação do INSACAST se apoia sobretudo na perícia e no know-how do INSA de Lyon. Uma variedade de formações é disponibilizada não somente nos campos científico e técnico, mas também em assuntos transversais como a administração, e a gestão de projetos e de qualidade.

## Vida estudantil

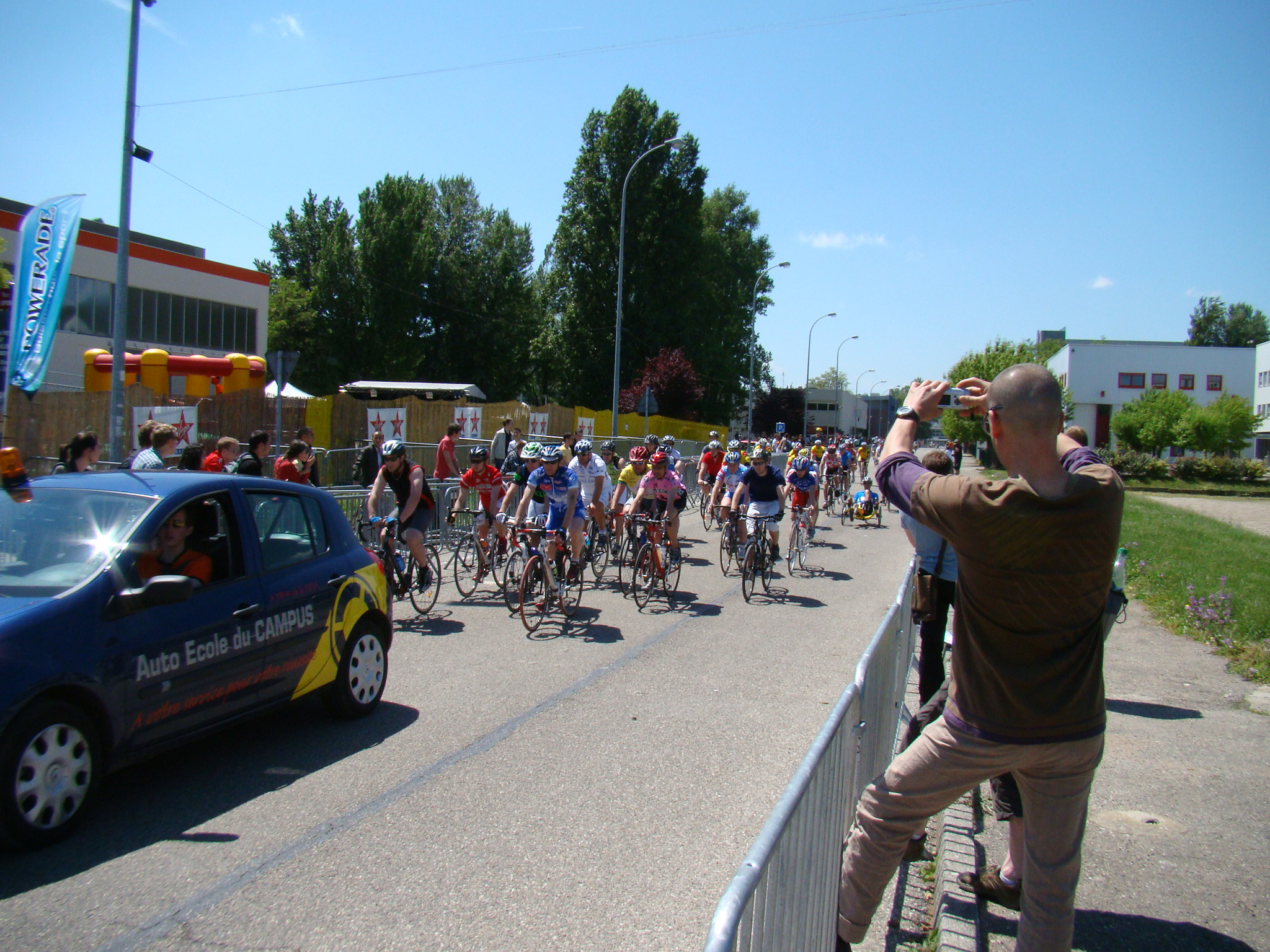
Foto do evento "Les 24h de l'INSA" no campus LyonTech - La Doua, em Villeurbanne, maio de 2009

O INSA de Lyon possui 3200 vagas de alojamento para estudantes em onze prédios, possuindo também quatro restaurantes universitários, que funcionam inclusive nos finais de semana (meio-período): grelhados (Le Grillon), pizzaria (L'Olivier), tradicional (Castor & Pollux) e um restaurante à emporter (Le Prévert). No INSA de Lyon organiza-se o maior festival estudantil francês, chamado Les 24h de l'INSA, ocorrendo anualmente no mês de maio. Nas últimas edições, grupos como o Shaka Ponk, Skip The Use e o Housse de Racket se apresentaram. Os insaliens são também convidados a um dos maiores "finais de semana de integração" da França e ao High Five (encontro esportivo dos 5 INSAs).